# Langvatnet (Rana)
Langvatnet er en sø i Rana kommune i Nordland fylke i Norge beliggende lige nord for like nord for Mo i Rana. Langvatnet er reguleret og fungerer som magasin for Ytteren- og Reinforsen kraftverk. Langvassgrenda ligger for vestenden, i nordøst Røvassdalen. Langvatnets naturlige afløb er til Ranelva gennem Langvassåga.
Fra den vestligedel af Svartisen, løber Glomåga ud i de Langvatnet, sammen med de mindre bifloder Trolldalselva, Leiråga og Ramnåga. Fra den østlige del af Svartisen kommer Svartisåga og Blakkåga, og mødes som Raudvassåga, som også er tilknyttet Langvatnet. Glomdeltaet ved øvre del af Langvatnet er fredet som mosereservat.
Opdæmningen af Reinforsen dæmning, i nærheden af Reinforsen vandkraftværk, fører til at Raudvassåga ofte løber ud i Langvatnet. Det medfører også at vandet fra Ranelva nogle gange løber op over Langvassåga og ut i Langvatnet. Strømretningen i Langvassåga er afhængig af tilløbet til og vandstanden i Langvatnet, vandføringene i Raudvassåga og Ranelva, lugestillingen i Reinfossen dæmning og driften i Langvatn kraftverk.

## Eksterne kilder og henvisninger
- Om Langvatnet i Store Norske Leksikon